# Ruska Wieś (województwo lubelskie)
Ruska Wieś – wieś w Polsce położona w województwie lubelskim, w powiecie lubartowskim, w gminie Kock.
W latach 1975–1998 miejscowość położona była w województwie lubelskim.
Wieś stanowi sołectwo gminy Kock. Według Narodowego Spisu Powszechnego (III 2011 r.) wieś liczyła 96 mieszkańców.
Wieś wchodziła  w skład klucza kockiego księżnej Anny Jabłonowskiej.
Wierni Kościoła rzymskokatolickiego należą do parafii Wniebowzięcia Najświętszej Maryi Panny w Kocku.